# Kate Nash
Kate Marie Nash, född 6 juli 1987 i London, är en engelsk sångerska, skådespelare och musiker.
Nash släppte sitt första album Made of Bricks år 2007 och sitt andra album My Best Friend Is You år 2010.

## Bakgrund
Kate Nash växte upp i Harrow i nordvästra London. Nash blev intresserad av musik under sin barndom. Hon lärde sig att spela piano på Sandbach School. Hon studerade teater på BRIT School for Performing Arts and Technology i södra London, och hon ansökte till Bristol Old Vic Theatre School men avslogs, varefter hon föll ned för en trappa och bröt foten. Under sin återhämtning kunde hon inte förflytta sig, så hennes mamma köpte henne en elgitarr. Nash började fokusera på sitt låtskrivande: hon började skriva lite nya låtar, gjorde klart gamla och beslutade sig för att hon skulle boka en spelning på en lokal bar i Harrow för sig själv att spela upp sina låtar.

## Diskografi

### Studioalbum
- 2007 – Made of Bricks
- 2010 – My Best Friend Is You
- 2013 – Girl Talk
- 2018 – Yesterday Was Forever

### EP-skivor
- 2010 – iTunes Festival: London 2010
- 2012 – Death Proof
- 2013 – Have Faith with Kate Nash This Christmas
- 2017 – Agenda

### Singlar
- 2007 – "Caroline's a Victim" / "Birds" (dubbel A-sida)
- 2007 – "Foundations"
- 2007 – "Mouthwash"
- 2007 – "Pumpkin Soup"
- 2008 – "Merry Happy"
- 2010 – "Do-Wah-Doo"
- 2010 – "Kiss That Grrrl"
- 2010 – "Later On"
- 2013 – "3AM"
- 2013 – "OMYGOD!"
- 2013 – "Fri-End?"
- 2014 – "Sister"
- 2016 – "Good Summer"
- 2016 – "My Little Alien"
- 2017 – "Agenda"
- 2017 – "Call Me"
- 2018 – "Drink About You"
- 2018 – "Life in Pink"
- 2018 – "Hate You"